# Jordan Deshane
Jordan Deshane (* 3. September 1997 in Surrey) ist ein kanadischer Volleyballspieler. Der Mittelblocker spielte in der Saison 2020/21 bei den SWD Powervolleys Düren.

## Karriere
Deshane begann seine Karriere an der Fraser Heights Secondary School in Surrey. Von 2016 bis 2020 studierte er an der University of British Columbia und spielte in der Universitätsmannschaft Thunderbirds. 2020 wurde der Mittelblocker vom deutschen Bundesligisten SWD Powervolleys Düren verpflichtet. In der Saison 2020/21 unterlagen die SWD Powervolleys im Playoff-Halbfinale gegen Berlin und wurden Dritter. Danach verließ Deshane den Verein mit unbekanntem Ziel.